# لینارس د مرا
لینارس د مرا (به اسپانیایی: Linares de Mora) یک شهرستان در اسپانیا است که در استان تروئل واقع شده‌است.

## خصوصیات
لینارس د مرا ۱۱۶ کیلومترمربع مساحت و ۳۲۹ نفر جمعیت دارد.